# John Campbell, IV duca di Argyll
John Campbell, IV duca di Argyll (1693 – Londra, 9 novembre 1770) è stato un generale e politico britannico, esponente del partito Whig.

## Biografia

### I primi anni
John apparteneva all'aristocratico Clan Campbell, uno dei più influenti e potenti gruppi familiari di Scozia. Suo padre, John Campbell, era il terzo figlio di Archibald Campbell, IX conte di Argyll, celebre per aver organizzato il Rye House Plot ed aver contribuito alla formazione della ribellione di Monmouth, fenomeni volti alla caduta della Casa reale Stuart; la madre, Elizabeth Elphinstone, era la figlia di John Elphinstone, VIII Lord Elphinstone.

### La carriera
La carriera militare di John Campbell iniziò presto: all'età di diciannove anni era già tenente colonnello. Ben presto iniziò ad interessarsi anche di politica e divenne membro del Parlamento. Dal 1713 al 1715 fu rappresentante parlamentare per il Buteshire; dal 1715 al 1722 e poi dal 1725 al 1727 rappresentò Elgin Burghs; ed infine dal 1727 al 1761 rappresentò il Dunbartonshire.
Durante il suo mandato come rappresentante del Dunbartonshire, ricoprì anche la carica di camera di Groom of the Chamber.
Contemporaneamente Campbell continuò la sua attività nel Royal Army, divenendo colonnello del 39th Regiment of Foot (1737–1738) e del 21st Regiment of Foot (1738–1752), combattendo con distinzione nella Battaglia di Dettingen nel 1741. Dopo tale evento la sua scalata agli alti ranghi militari era ormai aperta ed egli divenne generale di brigata nel 1743, maggiore generale nel 1744, e tenente generale nel 1747; divenne nel frattempo anche colonnello dei North British Dragoons nel 1752, posizione che mantenne sino alla sua morte.
Dopo aver ereditato la parìa (alla morte di suo cugino nell'aprile del 1761), egli lasciò la Camera dei Comuni e divenne Governatore di Limerick divenendo membro della Camera dei Lords scozzese. Nel 1762 divenne Consigliere Privato del re Giorgio III, il quale lo nominò generale nel 1765 e cavaliere dell'Ordine del Cardo, la più alta onorificenza scozzese, in quello stesso anno.
Morì il 9 novembre 1770 a Londra.

## Matrimonio e figli
Nel 1720 sposò Mary Bellenden , figlia di John Bellenden, II Lord Bellenden e Lady Mary Moore. Ebbero tre figli:
- Lady Caroline (12 gennaio 1721-17 gennaio 1803), sposò in prime nozze Charles Bruce, IV conte di Elgin, ebbero una figlia, e in seconde nozze Henry Seymour-Conway, ebbero una figlia;
- John Campbell, V duca di Argyll (1723-24 maggio 1806);
- Lord William (1731-1778). sposò Sarah Izard, ebbero tre figli.

Suo figlio Lord William Campbell sarà l'ultimo governatore britannico della Carolina del Sud.